# آخرین بار کی سحر را دیدی؟
آخرین بار کی سحر را دیدی؟ فیلمی به کارگردانی و تهیه‌کنندگی فرزاد مؤتمن و نویسندگی امیر عربی محصول سال ۱۳۹۴ است.
این فیلم برای نمایش در بخش سودای سیمرغ سی و چهارمین دوره جشنواره فیلم فجر پذیرفته شده‌است.

## خلاصه داستان
مادری سراسیمه وارد کلانتری می‌شود و به افسر نگهبان می‌گوید دختر جوانش، سحر، دیشب به خانه بازنگشته است. سحر دختری بلندپرواز و مطلقه است که به دلیل نوع پوشش و آرایش و ارتباطاتش در محله پشت سرش حرف زیاد است...ماجرای فیلم پیرامون پیدا کردن ردی از سحر پیش می‌رود..

## بازیگران
| بازیگر          | نقش    | توضیحات                    |
| --------------- | ------ | -------------------------- |
| فریبرز عرب‌نیا   | سعید   | سرگرد                      |
| سیامک صفری      | پرویز  | پدر سحر                    |
| ژاله صامتی      | طاهره  | مادر سحر                   |
| علیرضا ثانی‌فر   | یحیی   | سروان                      |
| محمدرضا غفاری   | کسری   | برادر کتی و دوست سحر       |
| آتیلا پسیانی    | بهروز  |                            |
| امیرحسین فتحی   | سهراب  | برادر سحر                  |
| روشنک گرامی     | سحر    |                            |
| آناهیتا درگاهی  | کتی    | خواهر کسری و دوست سحر      |
| بهاران بنی‌احمدی | مبینا  | مامور آگاهی                |
| عمار تفتی       | عرفان  | نامزد سابق سحر             |
| شبنم فرشادجو    | فیروزه | همسایه خانواده عامری       |
| سحر عبدالهی     | سیما   | خواهر سحر                  |
| شیرین اسماعیلی  |        | همکار سحر در شرکت تبلیغاتی |
| علیرضا گیلوری   |        | افسر کلانتری               |
| شیوا کریمی      |        | مقتول                      |
| مجتبی سلمانی    |        | قاتل                       |
| آیه کیانپور     |        | شاکی در کلانتری            |

## سی و چهارمین دوره جشنواره فیلم فجر
| قسمت                       | نامزد       | نتیجه    | جایزه |
| -------------------------- | ----------- | -------- | ----- |
| بهترین فیلم                | فرزاد مؤتمن | نامزدشده |       |
| بهترین کارگردانی           | فرزاد مؤتمن | نامزدشده |       |
| بهترین بازیگر نقش مکمل مرد | سیامک صفری  | نامزدشده |       |
| بهترین بازیگر نقش مکمل زن  | ژاله صامتی  | نامزدشده |       |
| بهترین فیلمنامه            | امیر عربی   | نامزدشده |       |

### بیست و یکمین جشن سینمای ایران
| بخش               | نامزد             | نتیجه    |
| ----------------- | ----------------- | -------- |
| بهترین طراحی صحنه | جهانگیر میرزاجانی | نامزدشده |
| بهترین طراحی لباس | جهانگیر میرزاجانی | نامزدشده |